# Robert Kreuz
Robert Kreuz (2 juin 1894 - 31 janvier 1936) est un espérantiste allemand.

## Biographie
Robert Kreuz nait le 2 juin 1894 à Mayence, dans le grand-duché de Hesse.